# Tsuruoka
Tsuruoka (鶴岡市 Tsuruoka-shi) là một thành phố thuộc tỉnh Yamagata, Nhật Bản.